# Craig A. Miller
Craig A. Miller (Young, 18 ottobre 1962 – 2021) è stato un tennista australiano.

## Carriera
In carriera ha vinto due titoli di doppio, l'Hong Kong Open nel 1983, in coppia con Drew Gitlin, e il South Australian Open nel 1984, in coppia con Eric Sherbeck. Nei tornei del Grande Slam ha ottenuto il suo miglior risultato raggiungendo le semifinali di doppio agli Australian Open nel 1985, in coppia con il connazionale Laurie Warder.

## Statistiche

### Doppio

#### Vittorie (2)
| Numero | Anno            | Torneo                          | Superficie | Compagno      | Avversari in finale               | Punteggio     |
| 1.     | 6 novembre 1983 | Hong Kong Open, Hong Kong       | Cemento    | Drew Gitlin   | Sammy Giammalva Jr. Steve Meister | 6-2, 6-2      |
| 2.     | 4 gennaio 1984  | South Australian Open, Adelaide | Erba       | Eric Sherbeck | Broderick Dyke Rod Frawley        | 6-3, 4-6, 6-4 |

### Doppio

#### Finali perse (1)
| Numero | Anno             | Torneo                       | Superficie | Compagno      | Avversari in finale            | Punteggio |
| 1.     | 19 dicembre 1982 | New South Wales Open, Sydney | Erba       | Cliff Letcher | John Alexander John Fitzgerald | 4-6, 6-7  |